# GY820综合保障船
GY820综合保障船，舷号GY820，隶属中国人民解放军海南省军区三沙警备区，是中国陆军新型综合保障船，此级综合保障船也是中国陆军现役排水量最大的舰艇。

## 简介
2015年11月23日，陆军GY820综合保障船在三沙警备区入役。船长90米，宽14.6米，最大排水量2700吨，是当时中国陆军装备的排水量最大的船艇，具有大型装备成建制输送的能力，将主要承担三沙市方向的物资补给、装备输送、海上救援等任务。
GY820综合保障船是该级综合保障船的第二舰。该级综合保障船的第一舰（没有舷号）2014年在中国人民解放军沈阳军区入役，2014年11月在黄海海域完成了多课目的实验性训练。